# Colville (Washington)
Colville è una città degli Stati Uniti d'America, situata nello Stato di Washington e in particolare nella Contea di Stevens, della quale è il capoluogo.